# Georges Dransart
Georges Dransart (Parigi, 12 maggio 1924 – Créteil, 14 giugno 2005) è stato un canoista francese.

## Palmarès
- Giochi olimpici

Londra 1948: bronzo nel C2 1000 metri, bronzo nel C2 10000 metri.
Melbourne 1956: argento nel C2 10000 metri.
- Mondiali - Velocità

Copenaghen 1950: argento nel C2 1000 metri, argento nel C2 10000 metri.